# Ескинская (Вологодская область)
Ескинская — деревня в Вожегодском районе Вологодской области.
Входит в состав Нижнеслободского сельского поселения, с точки зрения административно-территориального деления — в Нижнеслободский сельсовет.
Расстояние по автодороге до районного центра Вожеги — 49,5 км, до центра муниципального образования Деревеньки — 5,5 км. Ближайшие населённые пункты — Олюшинская, Павловская, Гурьевская.
По переписи 2002 года население — 2 человека.